# Lonely Christmas (Jack Jersey)
Lonely Christmas is een kerstlied van Jack Jersey uit 1976. De zanger schreef het met Jacques Verburgt. Hij bracht het in 1976 in Nederland en België uit op een single maar bereikte alleen in België de hitlijsten. Op de B-kant stond Marry Christmas, sweet memory.
Na Gone girl het jaar ervoor, is dit zijn tweede kerstsingle. Ook hier gaat de zanger een sombere kerst tegemoet en doet het gemis van zijn geliefde hem pijn. Hij zou willen dat zij nu bij hem was.

## Hitnoteringen
De single kwam niet in de Nederlandse hitlijsten terecht. In de Top 30 van de BRT stond de single 3 weken genoteerd en bereikte het nummer 18 als hoogste notering. In de Ultratop 30 kende het de volgende noteringen:
| Lonely Christmas in de Vlaamse Ultratop 30 van 11-12-1976 t/m 8-1-1977 | Lonely Christmas in de Vlaamse Ultratop 30 van 11-12-1976 t/m 8-1-1977 | Lonely Christmas in de Vlaamse Ultratop 30 van 11-12-1976 t/m 8-1-1977 | Lonely Christmas in de Vlaamse Ultratop 30 van 11-12-1976 t/m 8-1-1977 | Lonely Christmas in de Vlaamse Ultratop 30 van 11-12-1976 t/m 8-1-1977 | Lonely Christmas in de Vlaamse Ultratop 30 van 11-12-1976 t/m 8-1-1977 | Lonely Christmas in de Vlaamse Ultratop 30 van 11-12-1976 t/m 8-1-1977 |
| Week                                                                   | 1                                                                      | 2                                                                      | 3                                                                      | 4                                                                      | 5                                                                      |                                                                        |
| ---------------------------------------------------------------------- | ---------------------------------------------------------------------- | ---------------------------------------------------------------------- | ---------------------------------------------------------------------- | ---------------------------------------------------------------------- | ---------------------------------------------------------------------- | ---------------------------------------------------------------------- |
| Positie                                                                | 26                                                                     | 29                                                                     | 28                                                                     | 28                                                                     | 22                                                                     | uit                                                                    |